# Anomalohalacarus marcandrei
Anomalohalacarus marcandrei är en kvalsterart som beskrevs av Monniot 1967. Anomalohalacarus marcandrei ingår i släktet Anomalohalacarus och familjen Halacaridae. Arten är reproducerande i Sverige. Inga underarter finns listade i Catalogue of Life.